# Legazpi (metropolitana di Madrid)
Legazpi è una stazione delle linee 3 e 6 della metropolitana di Madrid.
Si trova sotto alla Plaza de Legazpi nel distretto di Arganzuela.
Oltre alla confluenza di queste due linee di metropolitana, Legazpi conta con diverse linee di autobus urbani ed extraurbani che configurano la piazza come uno degli snodi del trasporto pubblico della zona sud di Madrid.

## Storia
La stazione della linea 3 fu aperta al pubblico il 1º marzo 1951, due anni più tardi rispetto ai tempi previsti a causa della mancanza di materiale che doveva essere importato dall'estero.
I binari della linea 6 furono inaugurati il 7 maggio 1981 in corrispondenza della costruzione del tratto Pacífico - Oporto. Con la creazione di questa nuova connessione fu aperto un nuovo ingresso, verso sud, la cui configurazione e struttura rappresentavano una novità per l'epoca.
Nell'estate del 2003 l'ingresso sud subì un incendio e, per questo, fu ristrutturato parzialmente. Successivamente si avviarono ulteriori lavori per modernizzare la stazione e ampliare le pensiline della linea 3 da 60 a 90 m.
Il 21 aprile 2007 la stazione cessò di essere capolinea della linea 3.

## Accessi
Ingresso Legazpi
- Plaza de Legazpi: Plaza de Legazpi, 1
- Plaza de Legazpi (angolo Bolívar): Plaza de Legazpi, 3 (angolo con Calle de Bolivar)
- Ascensore: Plaza de Legazpi, 3

Ingresso Beata María Ana de Jesús aperto dalle 6:00 alle 21:40
- Beata María Ana de Jesús: Paseo de las Delicias, 132